# رامبهشت
رامبهشت وتعرف أيضًا باسم دنك، وهي إحدى النبيلات الساسانيات الآتي عشن في القرن الثالث من عائلة البازرنجيين وزوجة ساسان، سلف السلالة الساسانية التي حكمت بلاد فارس في الفترة (224 - 651). وهي والدةبابك وجدة أردشير الأول، مؤسس الإمبراطورية الساسانية. «كانت ذات جمال وكمال» حسب ماذكر الطبري.